# Ventosa e Cova
Ventosa e Cova est une paroisse civile portugaise (en portugais : freguesia) de la municipalité de Vieira do Minho dans le district de Braga. Elle est créée en 2013, par fusion des paroisses de Ventosa et Cova.

## Géographie
Ventosa et Cova regroupe les anciennes paroisses de Ventosa au sud-ouest et Cova au nord-est.
Située au nord de la municipalité de Vieira do Minho, Ventosa e Cova est délimitée au nord et à l'ouest par le Cávado, qui sépare la paroisse du parc national de Peneda-Gerês.

## Histoire
Cova est mentionnée dès le XIIe siècle tandis que le nom de Ventosa apparaît au XIIIe siècle.
En 1515, les deux paroisses sont rattachées à la municipalité de Ribeira de Soaz. Cette dernière disparaît au XIXe siècle et les paroisses rejoignent la municipalité de Vieira.
La paroisse civile de Ventosa et Cova est créée par la loi no 11-A/2013 du 28 janvier 2013 portant réorganisation administrative du territoire des freguesias, en fusionnant les paroisses de Ventosa et Cova. Son nom officiel est União das Freguesias de Ventosa e Cova et son siège est fixé à Ventosa.

## Démographie
Lors du recensement de 2021, Ventosa e Cova compte 577 habitants.